# 14e division d'infanterie (Inde)
Pour les articles homonymes, voir 14e division.
La 14e division d'infanterie indienne est une division d'infanterie indienne de l'armée britannique qui a combattu pendant la campagne d'Arakan de 1942–43, et fut par la suite converti en une division de formation d'entrainement, fournissant des forces de remplacements pour les unités de la 14e armée pendant la campagne de Birmanie de la Seconde Guerre mondiale.